# Licuala ferruginea
Licuala ferruginea är en enhjärtbladig växtart som beskrevs av Odoardo Beccari. Licuala ferruginea ingår i släktet Licuala och familjen Arecaceae. Inga underarter finns listade i Catalogue of Life.

## Bildgalleri

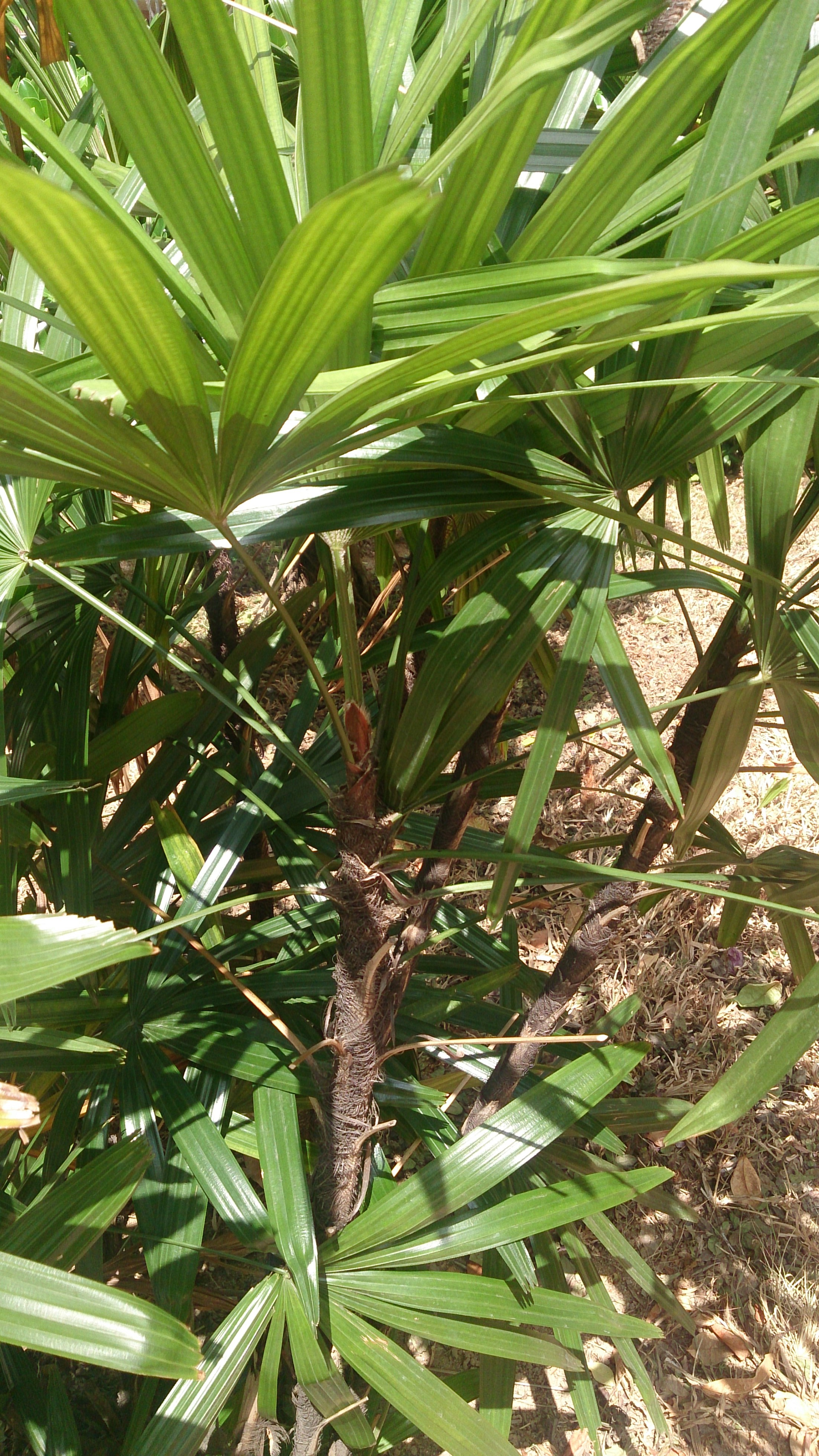
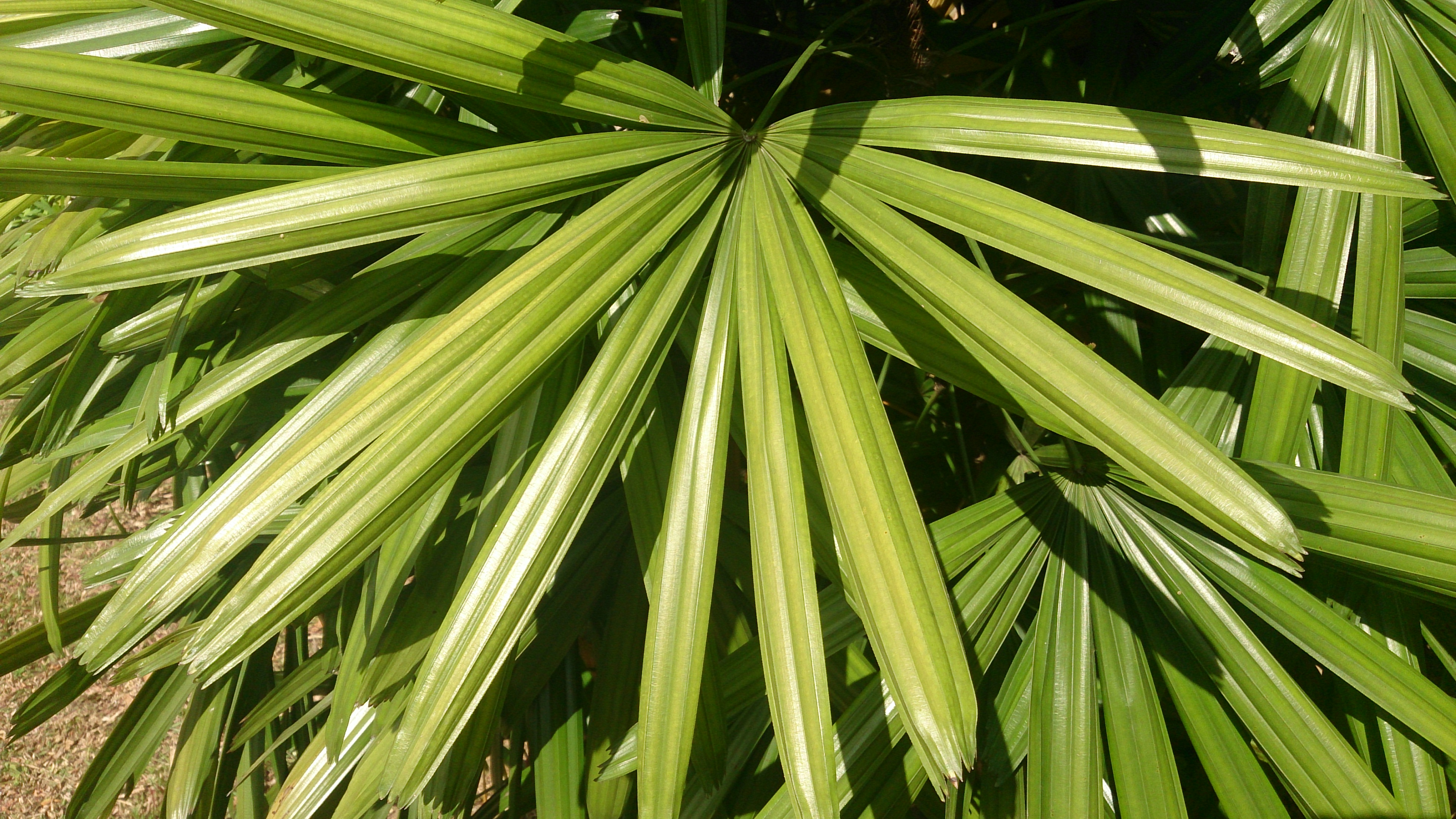
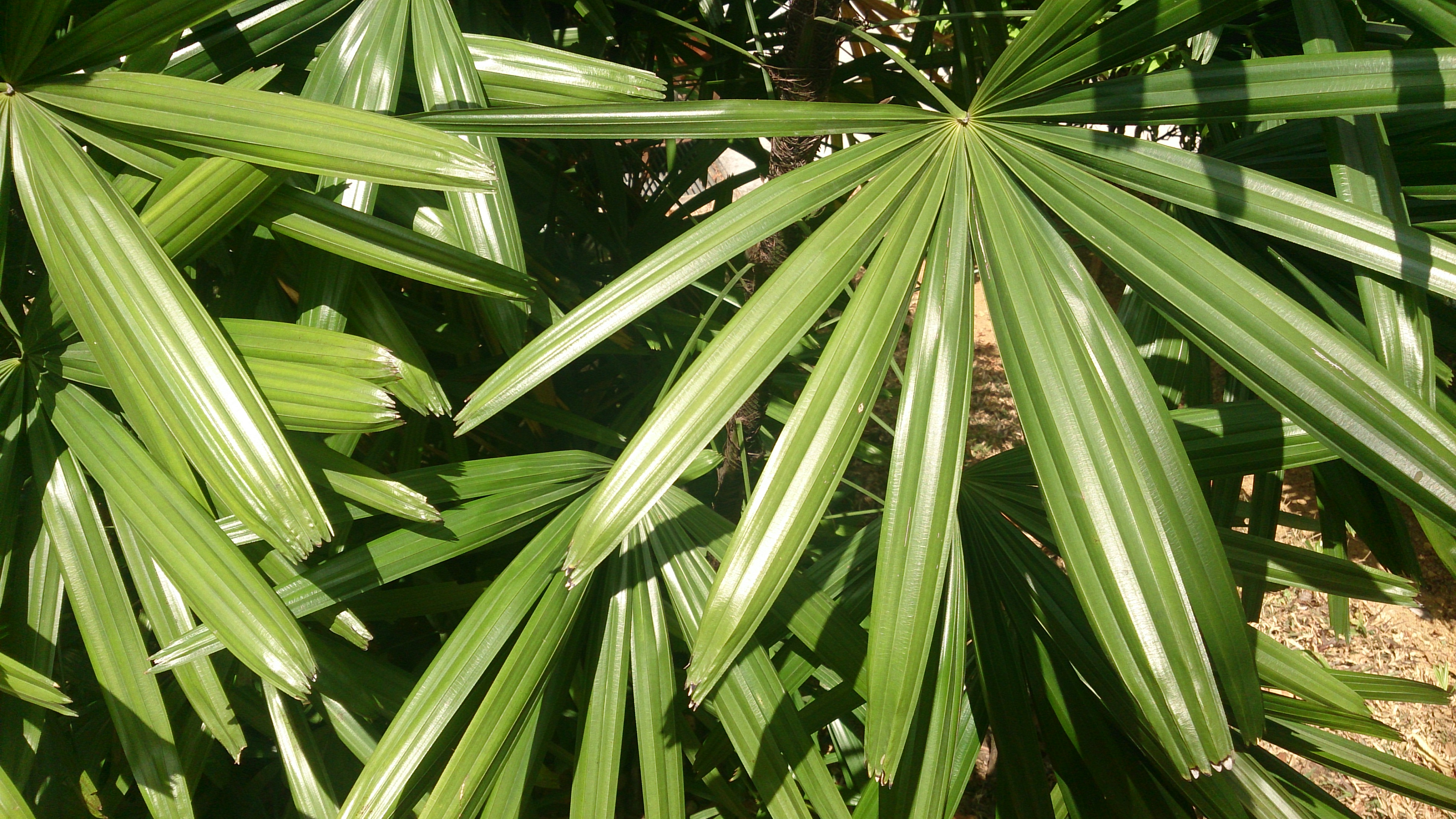